# Tanja Damaskeová
Tanja Damaskeová (* 16. listopadu 1971, Berlín) je bývalá německá atletka, jejíž specializací byl hod oštěpem.

## Kariéra
V roce 1990 se stala v bulharském Plovdivu coby reprezentantka NDR juniorskou mistryní světa. O tři roky později získala na světové letní univerziádě v Buffalu stříbrnou medaili. Na Mistrovství Evropy v atletice 1994 v Helsinkách a na Mistrovství světa v atletice 1995 v Göteborgu shodně obsadila ve finále šestá místa.
V roce 1997 vybojovala na světovém šampionátu v Athénách výkonem 67,12 metru bronzovou medaili. O rok později se stala v Budapešti mistryní Evropy, když zlatou medaili si zajistila hned v úvodní sérii, kde poslala oštěp do vzdálenosti 69,10 metru. Stříbro brala Ruska Taťjana Šikolenková za 66,92 m a bronz Finka Mikaela Ingbergová za 64,92 m.
V roce 1999 došlo u ženského oštěpu k posunutí těžiště o čtyři centimetry dopředu. V témže roce dvakrát posunula hodnotu světového rekordu. Poprvé 19. června v Paříži (65,44 m) a podruhé 4. července v Erfurtu (66,91 m). 28. července ji o rekord připravila Norka Trine Hattestadová (68,19 m).
Atletickou kariéru ukončila v roce 2003.